# 瓜特克
瓜特克是哥倫比亞的城鎮，位於該國東北部，由博亞卡省負責管轄，距離首府通哈125公里，始建於1556年，面積37平方公里，海拔高度1,528米，2005年人口9,921。

## 外部連結
- （西班牙文） Guateque official website